# Khigh Dhiegh
Khigh Dhiegh (gesprochen: kai di; auch: Khigh Alx Dhiegh, Kaie Deei; bürgerlicher Name: Kenneth Dickerson; * 25. August 1910 in Spring Lake, New Jersey, USA; † 25. Oktober 1991 in Mesa, Arizona, USA) war ein US-amerikanischer Schauspieler, Theologe, Autor und spiritueller Lehrer.

## Leben
Khigh Dhiegh war ägyptischer, sudanesischer und englischer Abstammung.
Er arbeitete zunächst in der Buchhandlung seiner Mutter.
Dort verkaufte er handgefertigte Pfeifen.
In den 1940er und 1950er Jahren besaß er selbst eine Buchhandlung in Manhattan 7th Avenue.
Außerdem führte er eine Künstleragentur.
Sein Interesse für Theater und Chinesische Kultur ließ ihn schließlich Schauspieler werden.
Dabei gelang es ihm, viele Fernsehzuschauer davon zu überzeugen, dass er ein Chinese sei.
Für seine Auftritte im Broadway-Stück Jungle of Cities wurde ihm 1961 der Obie Award verliehen.
Durch diesen Erfolg bekam er die Rolle des Wo Fat in der Fernsehserie Hawaii Fünf-Null.
Von 1968 bis 1980 spielte er diese Rolle in insgesamt 15 Episoden.
1962 und 1975 spielte er Chinesen im Film Botschafter der Angst und in der Serie Khan!.
1988 trat er als Japaner in der Serie Noble House auf.
1969 und von 1972 bis 1976 lehrte Khigh Dhiegh Philosophie des Theaters an der University of California, Los Angeles.
1975 war er Rektor der daoistischen Gemeinde Inner Truth Looking Place in North Hollywood.
Dort hielt er wöchentliche Zeremonien.
Er spendete viele Tee-Zeremonien im Phoenix metropolitan area.
In Los Angeles gründete er das I Ging Studien Institut.
Khigh Dhiegh hatte einen Doktorgrad für Theologie.
Er schrieb mehrere Bücher über I-Ging, Taoismus und ähnliche Themen.
Außerdem rezitierte er Gedichte von Johannes vom Kreuz.
Khigh Dhiegh starb an Nieren- und Herzversagen.

## Familie
Khigh Dhiegh war verheiratet mit Mary Dickerson.
Das Ehepaar hatte zwei Kinder: Kenneth Dickerson Jr, and Kathleen Dickerson.

## Filmografie
| Jahr      | Titel                                         | Originaltitel                       | Rolle                                  | Filmart      | Bemerkungen |
| --------- | --------------------------------------------- | ----------------------------------- | -------------------------------------- | ------------ | ----------- |
| 1950      | Studio One                                    | Studio One                          | Seu                                    | Fernsehserie | 2 Episoden  |
| 1951      | Suspense                                      | Suspense                            | Tim                                    | Fernsehserie | 1 Episode   |
| 1957      | Robert Montgomery Presents                    | Robert Montgomery Presents          | General Mori                           | Fernsehserie | 1 Episode   |
| 1957      | Wenn Männer zerbrechen                        | Time Limit                          | Colonel Kim                            | Film         |             |
| 1958      | The United States Steel Hour                  | The United States Steel Hour        | Sakamura                               | Fernsehserie | 1 Episode   |
| 1960      | The Islanders                                 | The Islanders                       | Khongar                                | Fernsehserie | 1 Episode   |
| 1962      | Gnadenlose Stadt                              | Naked City                          | Mr. Wong                               | Fernsehserie | 1 Episode   |
| 1962      | Armstrong Circle Theatre                      | Armstrong Circle Theatre            | Yangkai                                | Fernsehserie | 1 Episode   |
| 1962      | Botschafter der Angst                         | The Manchurian Candidate            | Dr. Yen Lo                             | Film         |             |
| 1962      | Teahouse of the August Moon                   | Teahouse of the August Moon         | Mr. Sumata                             | Fernsehfilm  |             |
| 1963      | Kennwort Kätzchen                             | 13 Frightened Girls                 | Kang                                   | Film         |             |
| 1964      | Fanfare for a Death Scene                     | Fanfare for a Death Scene           | Henchman                               | Fernsehfilm  |             |
| 1965      | Wie bringt man seine Frau um                  | How to Murder Your Wife             | glatzköpfiger Gangster                 | Film         |             |
| 1966      | Der Mann, der zweimal lebte                   | Seconds                             | Davalo                                 | Film         |             |
| 1966      | Dancer für U.N.C.L.E.                         | Dancer für U.N.C.L.E.               | Colonel Frank Faber                    | Fernsehserie | 2 Episoden  |
| 1968      | Ihr Auftritt, Al Mundy                        | It Takes a Thief                    | Fu Cheng                               | Fernsehserie | 1 Episode   |
| 1968      | Istanbul Expreß                               | Istanbul Express                    | Mr. C                                  | Fernsehfilm  |             |
| 1968      | The Destructors                               | The Destructors                     | King Chou Lai                          | Film         |             |
| 1967–1968 | Verrückter wilder Westen                      | The Wild Wild West                  | Din Chang, Baron Saigo                 | Fernsehserie | 2 Episoden  |
| 1968–1980 | Hawaii Fünf-Null                              | Hawaii Five-O                       | Wo Fat                                 | Fernsehserie | 15 Episoden |
| 1969      | Der Chef                                      | Ironside                            | Hsai Hsu Mak                           | Fernsehserie | 1 Episode   |
| 1969–1970 | Kobra, übernehmen Sie                         | Mission: Impossible                 | Toshio Masaki, General Wo              | Fernsehserie | 2 Episoden  |
| 1970      | Herrscher der Insel                           | The Hawaiians                       | Kai Chung                              | Film         |             |
| 1971      | Null Uhr fünf - Frauenleiche in der Badewanne | The Mephisto Waltz                  | Zanc Theun                             | Film         |             |
| 1972      | Anna und der König von Siam                   | Anna and the King of Siam           | Prince Naret                           | Fernsehserie | 1 Episode   |
| 1974      | Nächtlicher Spuk im Mönchskloster             | Judge Dee and The Monastery Murders | Richter Di                             | Fernsehfilm  |             |
| 1973–1974 | Kung Fu                                       | Kung Fu                             | Warlord Sing Lu Chan, Chung, Shang Tzu | Fernsehserie | 4 Episoden  |
| 1974      | FBI                                           | FBI                                 | Chong                                  | Fernsehserie | 1 Episode   |
| 1975      | Khan!                                         | Khan!                               | Khan                                   | Fernsehserie | 4 Episoden  |
| 1977      | Meeting of Minds                              | Meeting of Minds                    | Attila the Hun                         | Fernsehserie | 2 Episoden  |
| 1978      | Goin' Coconuts                                | Goin' Coconuts                      | Wong                                   | Film         |             |
| 1979      | Fantasy Island                                | Fantasy Island                      | Colonel Chan                           | Fernsehserie | 1 Episode   |
| 1984      | Matt Houston                                  | Matt Houston                        | Tijo                                   | Fernsehserie | 1 Episode   |
| 1988      | Noble House                                   | Noble House                         | Four Finger Wu                         | Fernsehserie | 4 Episoden  |
| 1989      | Jake und McCabe – Durch dick und dünn         | Jake and the Fatman                 | Mob Boss                               | Fernsehserie | 1 Episode   |
| 1990      | Verbotene Nächte                              | Forbidden Nights                    | Lu Ming                                | Fernsehfilm  |             |

## Bücher
- The Eleventh Wing; an Exposition of the Dynamics of I Ching for Now, Delta Publishing, 1973
- I CHING:TAOIST BK OF DAY, Shambhala, 1974, ISBN 978-0394709529

## Lesungen der Gedichte von Johannes vom Kreuz
- St. John of the Cross, Volume II, Folkways Records, 2012 online
  - Deep Rapture - Entreme donde no supe online
  - Romance (I - IX) online
  - Ballad of Babylon - Super flumina Babylonis online
  - Madrigal - Un pastorcico online
  - Song of the Soul - Aunque es de noche / Hunter's Quest - Por toda la hermosura online
  - Capsule of Perfection - Suma de la perfección / Of Falconry - Tras de un amoroso lance online
  - Dark Night - En una nocha oscura online
  - Spiritual Canticle - Canciones entre el alma y el Esposo online
  - Without and With Mainstay - Sin arrimo y con arrimo online
  - Living Flame of Love - Oh llama de amor viva online
  - Life no Life - Que muero porque no muero online